# Pliobothrus echinatus
Pliobothrus echinatus är en nässeldjursart som beskrevs av Stephen D. Cairns 1986. Pliobothrus echinatus ingår i släktet Pliobothrus och familjen Stylasteridae. Inga underarter finns listade i Catalogue of Life.